# Abdul Qader Arnaout
Abdul Qader Arnaoot (arabiska: عبد القادر الأرناؤوط), född 1928 i Istog, död 26 november 2004 i Damaskus, var en albansk specialist inom hadith och fiqh.

## Biografi
- Jâmi' al-Usûl of Ibn Athir
- Al-Wajeez (Sammanfattning av tidiga muslimska)
- The Virtues of the Qur'an
- Zâd al-Masîr fî 'Ilm at-Tafsîr av Abu-al-Faraj Ibn Al-Jawzi - 9 volymer
- Rreadatul Taibin - 12 volumes
- Zad al-Ma'ad of Ibn Qayyim - 6 volymer
- al-Adhkâr by Nawawi
- El Furkan
- al-Kâfi by Muwaffaq ud-Dîn al-Maqdisi - 3 volymer